# Climent VIII
|  | Per a altres significats, vegeu «Climent VIII de Peníscola». |

Climent VIII (llatí: Clemens PP. VIII)  (Fano, 24 de febrer de 1536 - Roma, 3 de març de 1605) va ser Papa de Roma de 1590 a 1605.

## Primer anys i carrera eclesiàstica
Climent VIII va néixer a la ciutat de Fano (Pesaro i Urbino) com Ippolito Aldobrandini en el si d'una distingida família. En el registre de la catedral de Fano consta que va ser batejat el 4 de març. Era fill de Silvestre Aldobrandini, advocat florentí i governador de Fano, i de Lisa Donati; el seu germà Giovanni va ser cardenal.
Després d'estudiar jurisprudència a Pàdua, Perusa i Bolonya, va entrar al servei del cardenal Gabriela Paelotti, cosa que li va permetre donar-se a conèixer com a jurista i obtenir els càrrecs d'advocat consistorial i auditor del Tribunal de la Rota Romana i de la Dataria.
Ordenat sacerdot el 1580, possiblement influït pel seu assessor espiritual Felip Neri, va ser nomenat el 1585 cardenal prevere de Sant Pancràs. El 1588 va actuar com a legat papal a Polònia on va aconseguir l'alliberament de l'arxiduc Maximilià III que és la seva disputa pel tron polonès havia resultat derrotat i empresonat per Segimon Vasa.

## Papat
Després de la mort d'Innocenci IX, entre el 10 i el 30 de gener de 1592 va tenir lloc un tempestuós conclave en el qual el rei espanyol Felip II va intentar influir perquè, igual com havia succeït amb els dos papes anteriors, resultés elegit un pontífex proper als interessos espanyols. Tanmateix, el col·legi cardenalici, desitjós de deslliurar-se de la influència espanyola en els assumptes de l'Església, va aconseguir que el candidat elegit fos el cardenal Aldobrandini.

## Política religiosa
En 1594 després de només dos anys de pontificat, va haver de fer front a la controvèrsia que enfrontava a jesuïtes i dominics suscitada per la publicació, el 1588, de l'obra del jesuïta Luís de Molina "Sobre la concordia del libre albedrío con los dones de la gracia", en la qual abordava els efectes de la gràcia i el lliure albir. Per resoldre la polèmica va instituir, el 1597, una comissió, la Congregatio d'auxillis gratia en la qual després de nou anys de sessions va establir que la publicació de qualsevol llibre requeria l'autorització prèvia del Sant Ofici.
El 1592 va institucionalitzar la pràctica a totes les diòcesis de la devoció de les Quaranta Hores que s'havia iniciat a Milà el 1527.
El 1598 va publicar una nova edició de la Vulgata, realitzant també noves edicions del Breviari, del Missal i de l'Index Librorum Prohibitorum.
El 19 de maig de 1599, amb la publicació de la butlla Annus Domini placabilis va anunciar el jubileu que hauria de celebrar-se el 1600 i que suposaria l'arribada a Roma de tres milions de pelegrins.

## Relacions amb Espanya i França

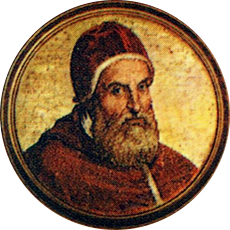
Retrat de Climent VIII

Un dels aspectes més destacats del seu pontificat va ser l'alliberament de l'Església de la influència que sobre la seva política exercia el rei espanyol Felip II. Això implicava un canvi d'aliances per al qual era necessària la seva reconciliació amb el Regne de França, país amb el qual la Ciutat del Vaticà havia trencat les seves relacions el 1572 arran dels esdeveniments coneguts com la Nit de Sant Bartomeu (la Saint-Barthélemy), i que conduirien a l'excomunió del seu rei, Enric IV, pel papa Sixt V després de l'abjuració que va fer del catolicisme.
Les guerres de religió que provoquen aquests fets es prolonguen fins a 1593, any en el qual Enric IV després de veure's forçat a aixecar el cèrcol que tenia sotmès París davant de la sola aproximació dels terços espanyols procedents de Flandes, va comprendre la inestabilitat de la seva pròpia corona i va decidir abraçar novament el catolicisme, deixant els defensors de l'ortodòxia cristiana sense raons en què basar la seva oposició a la nova monarquia borbònica.
Dos anys després, el 25 de juliol de 1595, Climent VIII va absoldre solemnement el rei convers, el va reconèixer com a rei legítim dels francesos i ho va admetre sense restriccions al si de l'Església.
El 1597, Climent VIII va treure profit al seu canvi d'aliances quan, l'octubre, moria sense descendència Alfons II duc de Ferrara; en aquell moment el papa va veure l'ocasió d'annexionar els territoris del duc als Estats Pontificis.
Espanya no compartia el projecte de Climent i va maniobrar perquè Cèsar d'Este, un cosí il·legítim d'Alfons, donés continuïtat a la dinastia. Va ser llavors quan el papa va sol·licitar l'ajuda d'Enric IV que li va prometre l'ajut militar necessari per portar a terme el seu pla.
Felip II, que per aquestes dates semblava comprendre que tenia poques opcions, no va voler obrir un nou front de lluita i va desistir en l'intent. Les tropes pontifícies van poder així entrar a Ferrara sense obstrucció, ocupar la ciutat i integrar-la a les possessions de l'Església.
Aconseguit el seu objectiu, Climent va intervenir entre Espanya i França perquè entaulessin negociacions de pau que van culminar el 2 de maig de 1598 amb el Tractat de Vervins.

## La Lliga Santa
El 1594 Climent VIII va organitzar una aliança de potències cristianes europees per oposar-se a l'Imperi Otomà (la Lliga Santa del Papa Climent VIII); el Sacre Emperador Romà, Rodolf II i Segimon Bathory de Transilvania, van signar a Praga un tractat d'aliança. Aron Vodă, de Moldàvia, i Miquel el Valent de Valàquia, es van unir a l'aliança aquell mateix any, i va començar la Llarga Guerra Turca.

## Giordano Bruno
L'aspecte més ombrívol del pontificat de Climent VIII va ser el procés, condemna i execució de Giordano Bruno. Acusat d'heretgia, aquest monjo benedictí va morir en la foguera el 17 de febrer de 1600. El papa Joan Pau II va demanar excuses públiques en nom de l'Església per aquest fet.
Aplicant les profecies de Sant Malaquies als papes posteriors, a Climent VIII li correspondria el lema de Crux romulea (creu de Ròmul).